# Eclipse solar de 4 de dezembro de 2021

Esquema animado mostrando as áreas atingidas pelo eclipse.

O eclipse solar de 4 de dezembro de 2021 foi um eclipse total visível na Antártida, na África do Sul e no sul do Oceano Atlântico. É o eclipse número 13 na série Saros 152 e teve magnitude 1,0367.